# Rachmaninoff (cratère)
Pour les articles homonymes, voir Rachmaninov.

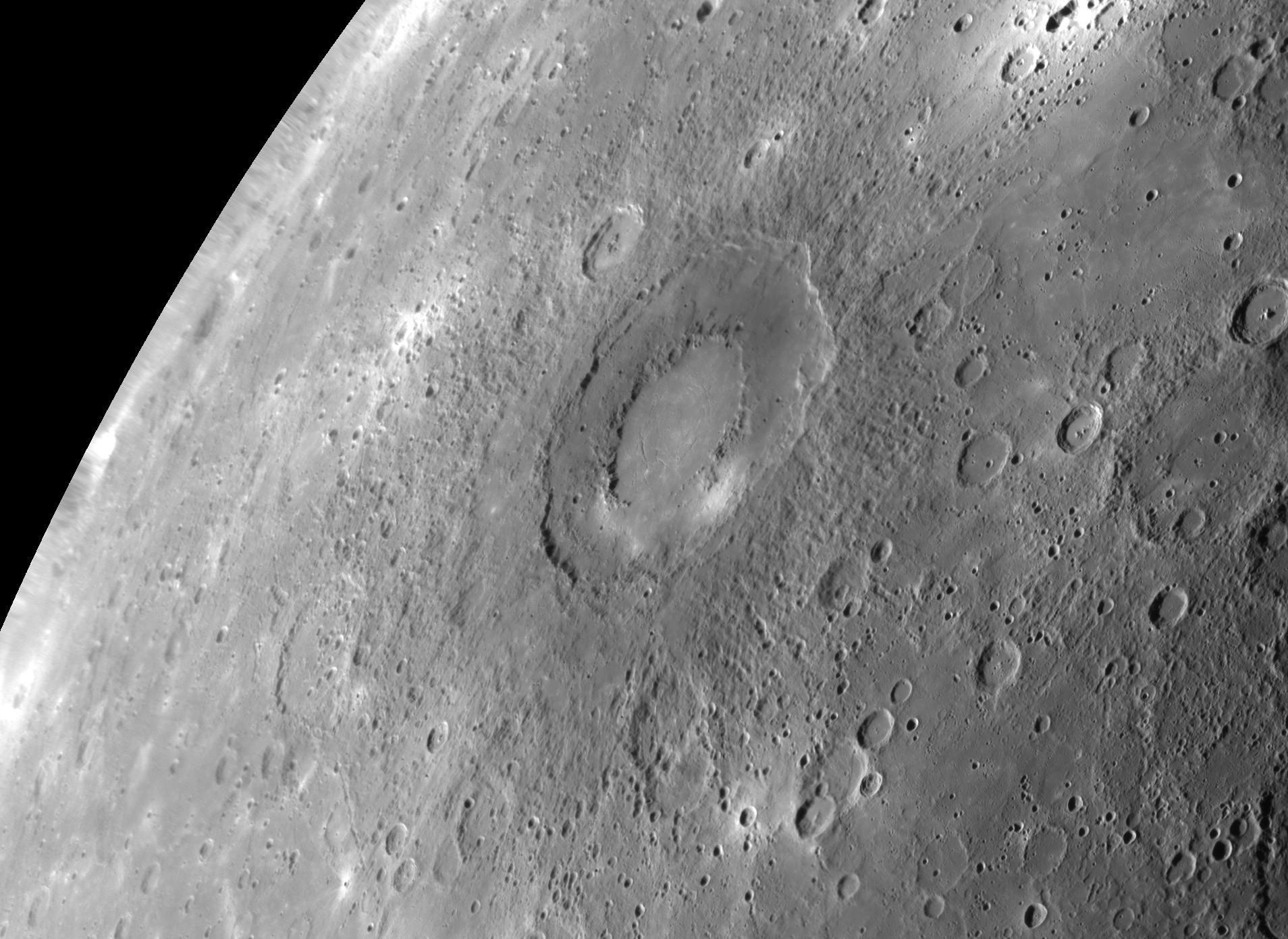
Mosaïque du troisième survol de MESSENGER

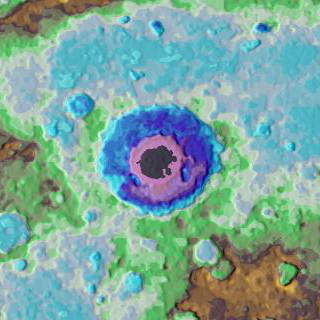
Topographie du bassin de Rachmaninov, montrant que son centre est l'un des endroits les plus bas de la planète à environ 5 km en dessous de la moyenne de la planète.

Rachmaninoff est un cratère d'impact en anneau de crête sur Mercure. Ce bassin, dont la première image en intégralité a été réalisée lors du troisième survol de Mercure par MESSENGER, a rapidement été identifié comme une caractéristique d'un grand intérêt scientifique, en raison de son aspect frais, de ses plaines intérieures distinctement colorées et des auges d'extension sur son sol. La morphologie de Rachmaninov est similaire à celle de Raditladi, qui est l'un des plus jeunes bassins d'impact sur Mercure. L'âge de Raditladi est estimé à un milliard d'années. Rachmaninov ne semble être que légèrement plus âgé.
La partie centrale de Rachmaninov est occupée par un anneau en crête de 130 km de diamètre. La zone à l'intérieur est couverte de plaines lisses rougeâtres brillantes, de couleur différente des plaines à l'extérieur de l'anneau. Ces plaines sont probablement d'origine volcanique car elles montrent des signes d'écoulement. Ces coulées ont également couvert la partie sud de l'anneau lui-même. L'élévation la plus basse enregistrée sur Mercure, 5380 mètres en dessous de la moyenne de la planète, se situe dans le bassin de Rachmaninov.
Les plaines lisses à l'intérieur de l'anneau ont été déformées par un ensemble de graben concentriques similaires à ceux à l'intérieur de Raditladi. Rachmaninov est le quatrième cratère d'impact sur Mercure (après Caloris, Rembrandt et Raditladi) où des caractéristiques tectoniques d'extension ont été observées. Le mécanisme de formation du graben reste inconnu.
Le cratère porte le nom de Sergei Rachmaninoff, compositeur, pianiste et chef d'orchestre russe (1873-1943).